# Des Herbstes Trauerhymnen MMXX
Des Herbstes Trauerhymnen MMXX — третий студийный альбом немецко-американского атмосферик-блэк-метал-проекта Dämmerfarben, выпущенный 24 апреля 2020 года на лейбле Northern Silence Productions. Ударные для альбома записал Остин Лунн из группы Panopticon. Пластинка является перезаписанным демо 2005 года Des Herbstes Trauerhymnen с двумя новыми песнями.

## Список композиций
| №                   | Название                      | Длительность |
| ------------------- | ----------------------------- | ------------ |
| 1.                  | «Herbstsonne»                 | 11:24        |
| 2.                  | «Des Herbstes Trauerlied»     | 13:05        |
| 3.                  | «Schattenwindes Dämmerfarben» | 8:28         |
| 4.                  | «Auch das Letzte vergeht»     | 10:10        |
| 5.                  | «Herbstpfad»                  | 7:59         |
| Общая длительность: | Общая длительность:           | 51:06        |

## Участники записи

### Dämmerfarben
- Blackheart Nostarion — вокал, гитара, виолончель

### Сессионные музыканты
- Остин Лунн — ударные
- Ферген Гримнир — бас-гитара